# Panamá (huyện)
Huyện Panamá là một huyện (distrito) thuộc tỉnh Panamá ở Panama. Theo điều tra dân số năm 2000, huyện này có dân số 708438 người. Huyện Panamá có diện tích 2561 km². Huyện lỵ đóng tại Ciudad de Panamá.